# Era Dunga
A "Era Dunga" é a denominação adotada pela imprensa brasileira para referir-se ao período, de 1990 a 1994, em que Carlos Caetano Bledorn Verri, futebolista conhecido pelo apelido "Dunga", foi volante-titular da Seleção Brasileira de Futebol. Essa época foi marcada pela adoção do "estilo europeu" na Seleção: um futebol defensivo, cauteloso e de poucos gols. O termo teria sido criado por Paulo Roberto Falcão. Na "Era Dunga", o futebol brasileiro buscou primordialmente resultados positivos, após a decepção com os times habilidosos das Copas de 1982 e de 1986. A era Dunga teve como marcos o fracasso na Copa do Mundo de 1990 e a conquista do título mundial na Copa de 1994.
Posteriormente, no período de 2006 a 2010, quando Dunga se tornou o técnico da Seleção Brasileira, o termo voltou a ser usado, e a seleção adotou novamente o futebol cauteloso, preocupado com resultados. Dunga obteve o sexto lugar na Copa do Mundo de 2010, e foi substituído por outro técnico gaúcho, Mano Menezes.

## Resultados dos jogos como técnico
| Nº | Data                    | Competição         | Local                  |        | Placar | Adversário      | Ref.  |
| -- | ----------------------- | ------------------ | ---------------------- | ------ | ------ | --------------- | ----- |
| 1  | 16 de agosto de 2006    | Amistoso           | Oslo (NOR)             | Brasil | 1 – 1  | Noruega         | [ 4 ] |
| 2  | 3 de setembro de 2006   | Amistoso           | Londres (ING)          | Brasil | 3 – 0  | Argentina       | [ 4 ] |
| 3  | 5 de setembro de 2006   | Amistoso           | Londres (ING)          | Brasil | 2 – 0  | País de Gales   | [ 4 ] |
| 4  | 7 de outubro de 2006    | Amistoso           | Cidade do Kuwait (KUW) | Brasil | 4 – 0  | Kuwait          | [ 4 ] |
| 5  | 10 de outubro de 2006   | Amistoso           | Estocolmo (SUE)        | Brasil | 2 – 1  | Equador         | [ 4 ] |
| 6  | 15 de novembro de 2006  | Amistoso           | Basileia (SUI)         | Brasil | 2 – 1  | Suíça           | [ 4 ] |
| 7  | 6 de fevereiro de 2007  | Amistoso           | Londres (ING)          | Brasil | 0 – 2  | Portugal        | [ 5 ] |
| 8  | 24 de março de 2007     | Amistoso           | Gotemburgo (SUE)       | Brasil | 4 – 0  | Chile           | [ 5 ] |
| 9  | 27 de março de 2007     | Amistoso           | Estocolmo (SUE)        | Brasil | 1 – 0  | Gana            | [ 5 ] |
| 10 | 1 de junho de 2007      | Amistoso           | Londres (ING)          | Brasil | 1 – 1  | Inglaterra      | [ 5 ] |
| 11 | 5 de junho de 2007      | Amistoso           | Dortmund (ALE)         | Brasil | 0 – 0  | Turquia         | [ 5 ] |
| 12 | 27 de junho de 2007     | Copa América 2007  | Puerto Ordaz (VEN)     | Brasil | 0 – 2  | México          | [ 5 ] |
| 13 | 1 de julho de 2007      | Copa América 2007  | Maturín (VEN)          | Brasil | 3 – 0  | Chile           | [ 5 ] |
| 14 | 4 de julho de 2007      | Copa América 2007  | Puerto La Cruz (VEN)   | Brasil | 1 – 0  | Equador         | [ 5 ] |
| 15 | 7 de julho de 2007      | Copa América 2007  | Puerto La Cruz (VEN)   | Brasil | 6 – 1  | Chile           | [ 5 ] |
| 16 | 10 de julho de 2007     | Copa América 2007  | Maracaibo (VEN)        | Brasil | 2 – 2  | Uruguai         | [ 5 ] |
| 17 | 15 de julho de 2007     | Copa América 2007  | Maracaibo (VEN)        | Brasil | 3 – 0  | Argentina       | [ 5 ] |
| 18 | 22 de agosto de 2007    | Amistoso           | Montpellier (FRA)      | Brasil | 2 – 0  | Argélia         | [ 5 ] |
| 19 | 9 de setembro de 2007   | Amistoso           | Chicago (EUA)          | Brasil | 4 – 2  | Estados Unidos  | [ 5 ] |
| 20 | 12 de setembro de 2007  | Amistoso           | Boston (EUA)           | Brasil | 3 – 1  | México          | [ 5 ] |
| 21 | 14 de outubro de 2007   | Eliminatórias      | Bogotá (COL)           | Brasil | 0 – 0  | Colômbia        | [ 5 ] |
| 22 | 17 de outubro de 2007   | Eliminatórias      | Rio de Janeiro (BRA)   | Brasil | 5 – 0  | Equador         | [ 5 ] |
| 23 | 18 de novembro de 2007  | Eliminatórias      | Lima (PER)             | Brasil | 1 – 1  | Peru            | [ 5 ] |
| 24 | 21 de novembro de 2007  | Eliminatórias      | São Paulo (BRA)        | Brasil | 2 – 1  | Uruguai         | [ 5 ] |
| 25 | 6 de fevereiro de 2008  | Amistoso           | Dublin (IRL)           | Brasil | 1 – 0  | Irlanda         | [ 6 ] |
| 26 | 26 de março de 2008     | Amistoso           | Londres (ING)          | Brasil | 1 – 0  | Suécia          | [ 6 ] |
| 27 | 31 de maio de 2008      | Amistoso           | Seatle (EUA)           | Brasil | 3 – 2  | Canadá          | [ 6 ] |
| 28 | 6 de junho de 2008      | Amistoso           | Boston (EUA)           | Brasil | 0 – 2  | Venezuela       | [ 6 ] |
| 29 | 15 de junho de 2008     | Eliminatórias      | Assunção (PAR)         | Brasil | 0 – 2  | Paraguai        | [ 6 ] |
| 30 | 18 de junho de 2008     | Eliminatórias      | Belo Horizonte (BRA)   | Brasil | 0 – 0  | Argentina       | [ 6 ] |
| 31 | 7 de setembro de 2008   | Eliminatórias      | Santiago (CHI)         | Brasil | 3 – 0  | Chile           | [ 6 ] |
| 32 | 10 de setembro de 2008  | Eliminatórias      | Rio de Janeiro (BRA)   | Brasil | 0 – 0  | Bolívia         | [ 6 ] |
| 33 | 12 de outubro de 2008   | Eliminatórias      | San Cristóbal (VEN)    | Brasil | 4 – 0  | Venezuela       | [ 6 ] |
| 34 | 15 de outubro de 2008   | Eliminatórias      | Rio de Janeiro (BRA)   | Brasil | 0 – 0  | Colômbia        | [ 6 ] |
| 35 | 19 de novembro de 2008  | Amistoso           | Brasília (BRA)         | Brasil | 6 – 2  | Portugal        | [ 6 ] |
| 36 | 10 de fevereiro de 2009 | Amistoso           | Londres (ENG)          | Brasil | 2 – 0  | Itália          | [ 7 ] |
| 37 | 29 de março de 2009     | Eliminatórias      | Quito (ECU)            | Brasil | 1 – 1  | Equador         | [ 7 ] |
| 38 | 1 de abril de 2009      | Eliminatórias      | Porto Alegre (BRA)     | Brasil | 3 – 0  | Peru            | [ 7 ] |
| 39 | 6 de junho de 2009      | Eliminatórias      | Montevidéu (URU)       | Brasil | 4 – 0  | Uruguai         | [ 7 ] |
| 40 | 10 de junho de 2009     | Eliminatórias      | Recife (BRA)           | Brasil | 2 – 1  | Paraguai        | [ 7 ] |
| 41 | 15 de junho de 2009     | Confederações 2009 | Bloemfontein (RSA)     | Brasil | 4 – 3  | Egito           | [ 7 ] |
| 42 | 18 de junho de 2009     | Confederações 2009 | Pretória (RSA)         | Brasil | 3 – 0  | Estados Unidos  | [ 7 ] |
| 43 | 21 de junho de 2009     | Confederações 2009 | Pretória (RSA)         | Brasil | 3 – 0  | Itália          | [ 7 ] |
| 44 | 25 de junho de 2009     | Confederações 2009 | Joanesburgo (RSA)      | Brasil | 1 – 0  | África do Sul   | [ 7 ] |
| 45 | 28 de junho de 2009     | Confederações 2009 | Joanesburgo (RSA)      | Brasil | 3 – 2  | Estados Unidos  | [ 7 ] |
| 46 | 12 de agosto de 2009    | Amistoso           | Tallinn (EST)          | Brasil | 1 – 0  | Estónia         | [ 7 ] |
| 47 | 5 de setembro de 2009   | Eliminatórias      | Rosário (ARG)          | Brasil | 3 – 1  | Argentina       | [ 7 ] |
| 48 | 9 de setembro de 2009   | Eliminatórias      | Salvador (BRA)         | Brasil | 4 – 2  | Chile           | [ 7 ] |
| 49 | 10 de outubro de 2009   | Eliminatórias      | La Paz (BOL)           | Brasil | 1 – 2  | Bolívia         | [ 7 ] |
| 50 | 14 de outubro de 2009   | Eliminatórias      | Campo Grande (BRA)     | Brasil | 0 – 0  | Venezuela       | [ 7 ] |
| 51 | 14 de novembro de 2009  | Amistoso           | Doha (CAT)             | Brasil | 1 – 0  | Inglaterra      | [ 7 ] |
| 52 | 17 de novembro de 2009  | Amistoso           | Mascate (OMN)          | Brasil | 2 – 0  | Omã             | [ 7 ] |
| 53 | 2 de março de 2010      | Amistoso           | Londres (ING)          | Brasil | 2 – 0  | Irlanda         | [ 9 ] |
| 54 | 2 de junho de 2010      | Amistoso           | Harare (ZIM)           | Brasil | 3 – 0  | Zimbabwe        | [ 9 ] |
| 55 | 7 de junho de 2010      | Amistoso           | Dar es Salaam (TAN)    | Brasil | 5 – 1  | Tanzânia        | [ 9 ] |
| 56 | 15 de junho de 2010     | Copa do Mundo 2010 | Joanesburgo (RSA)      | Brasil | 2 – 1  | Coreia do Norte | [ 9 ] |
| 57 | 20 de junho de 2010     | Copa do Mundo 2010 | Joanesburgo (RSA)      | Brasil | 3 – 1  | Costa do Marfim | [ 9 ] |
| 58 | 25 de junho de 2010     | Copa do Mundo 2010 | Durban (RSA)           | Brasil | 0 – 0  | Portugal        | [ 9 ] |
| 59 | 28 de junho de 2010     | Copa do Mundo 2010 | Joanesburgo (RSA)      | Brasil | 3 – 0  | Chile           | [ 9 ] |
| 60 | 2 de julho de 2010      | Copa do Mundo 2010 | Porto Elizabeth (RSA)  | Brasil | 1 – 2  | Países Baixos   | [ 9 ] |

### Estatísticas e aproveitamento
| Estatísticas                | Estatísticas | Estatísticas | Estatísticas | Estatísticas | Estatísticas | Estatísticas | Estatísticas | Estatísticas       | Estatísticas                      |
| Tipo                        | Jogos        | Vitórias     | Vitórias     | Empates      | Empates      | Derrotas     | Derrotas     | % Aprovei- tamento | Observações                       |
| Tipo                        | Jogos        | Nº           | %            | Nº           | %            | Nº           | %            | % Aprovei- tamento | Observações                       |
| --------------------------- | ------------ | ------------ | ------------ | ------------ | ------------ | ------------ | ------------ | ------------------ | --------------------------------- |
| Amistosos                   | 26           | 21           | 80,8         | 3            | 11,5         | 2            | 7,7          | 84,6               |                                   |
| Copa América 2007           | 6            | 4            | 66,6         | 1            | 16,7         | 1            | 16,7         | 72,2               | Campeão                           |
| Copa das Confederações 2009 | 5            | 5            | 100,0        | 0            | 0,0          | 0            | 0,0          | 100,0              | Campeão                           |
| Eliminatórias da Copa 2010  | 18           | 9            | 50,0         | 7            | 38,9         | 2            | 11,1         | 63,0               | 1º colocado (classificado)        |
| Copa do Mundo 2010          | 5            | 3            | 60,0         | 1            | 20,0         | 1            | 20,0         | 66,7               | Quartas-de-final                  |
| Total                       | 60           | 42           | 70,0         | 12           | 20,0         | 6            | 10,0         | 76,7               | Atualizado até 2 de julho de 2010 |

## Resultados como técnico da Seleção Brasileira olímpica
| Nº | Data                 | Competição      | Local                     |        | Placar    | Adversário     |        |
| -- | -------------------- | --------------- | ------------------------- | ------ | --------- | -------------- | ------ |
| 1  | 22 de Junho de 2008  | Amistoso        | Volta Redonda (BRA)       | Brasil | 1–0       | Rio de Janeiro | [ 10 ] |
| 2  | 28 de Julho de 2008  | Amistoso        | Cidade de Singapura (SGP) | Brasil | 3–0       | Singapura      | [ 11 ] |
| 3  | 1 de Agosto de 2008  | Amistoso        | Hanói (VNM)               | Brasil | 2–0       | Vietnã         | [ 12 ] |
| 4  | 7 de Agosto de 2008  | Olimpíadas 2008 | Shenyang (CHN)            | Brasil | 1–0       | Bélgica        | [ 13 ] |
| 5  | 10 de Agosto de 2008 | Olimpíadas 2008 | Shenyang (CHN)            | Brasil | 5–0       | Nova Zelândia  | [ 14 ] |
| 6  | 13 de Agosto de 2008 | Olimpíadas 2008 | Qinhuangdao (CHN)         | Brasil | 3–0       | China          | [ 15 ] |
| 7  | 16 de Agosto de 2008 | Olimpíadas 2008 | Shenyang (CHN)            | Brasil | 2–0 (pro) | Camarões       | [ 16 ] |
| 8  | 19 de Agosto de 2008 | Olimpíadas 2008 | Pequim (CHN)              | Brasil | 0–3       | Argentina      | [ 17 ] |
| 9  | 22 de Agosto de 2008 | Olimpíadas 2008 | Xangai (CHN)              | Brasil | 3–0       | Bélgica        | [ 18 ] |

### Estatísticas e aproveitamento
| Estatísticas    | Estatísticas | Estatísticas | Estatísticas | Estatísticas | Estatísticas | Estatísticas | Estatísticas | Estatísticas       | Estatísticas                        |
| Tipo            | Jogos        | Vitórias     | Vitórias     | Empates      | Empates      | Derrotas     | Derrotas     | % Aprovei- tamento | Observações                         |
| Tipo            | Jogos        | Nº           | %            | Nº           | %            | Nº           | %            | % Aprovei- tamento | Observações                         |
| --------------- | ------------ | ------------ | ------------ | ------------ | ------------ | ------------ | ------------ | ------------------ | ----------------------------------- |
| Amistosos       | 3            | 3            | 100,0        | 0            | 0,0          | 0            | 0,0          | 100,0              |                                     |
| Olimpíadas 2008 | 6            | 5            | 83,3         | 0            | 0,0          | 1            | 16,7         | 83,3               | Medalha de bronze                   |
| Total           | 9            | 8            | 88,9         | 0            | 0,0          | 1            | 11,1         | 88,9               | Atualizado até 22 de agosto de 2008 |